# 尼罗特人

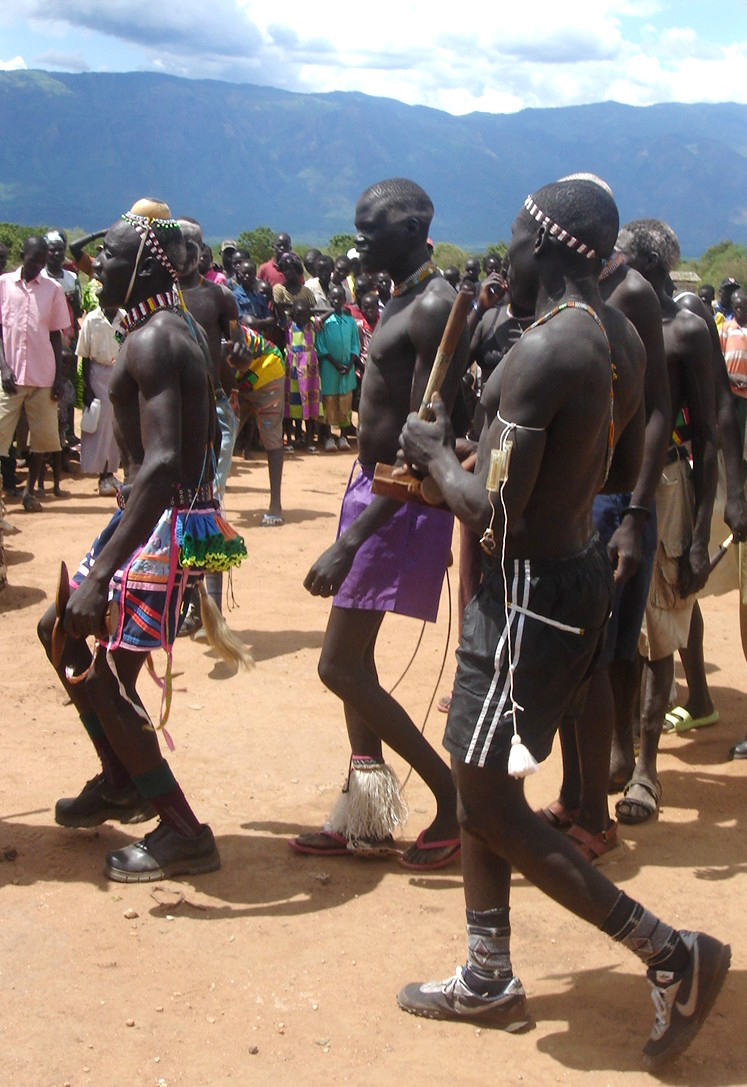
南苏丹卡波埃塔的尼罗特人

尼罗特人 （英語：Nilote），或称为尼洛特人、尼罗人，是生活于东非与东北非尼罗河领域的族群，主要分布于南苏丹、肯尼亚、乌干达、坦桑尼亚、刚果民主共和国、埃塞俄比亚等国。尼罗特人普遍身材高大，因而有“巨人集团”之称。其语言属尼罗-撒哈拉语系的沙里-尼罗语族。
尼罗特人可以细分为许多族群，如丁卡人、努尔人、盧歐人、马赛人、巴里人、阿乔利人、卡伦津人、希卢克人、图尔卡纳人、卡拉莫乔人等。